# ユルゲン・ゴーレ
ユルゲン・ゴーレ（Jürgen Golle、1942年11月4日 - ）は、ドイツの作曲家。
ツヴィッカウ出身。1954年から1958年までライプツィヒの聖トーマス教会合唱団に所属していた。高校卒業後、ツヴィッカウ製造技術中央研究所で働きながら、1962年に夜間大学を卒業した。その後、ツヴィッカウ教育大学とフェリックス・メンデルスゾーン・バルトルディ音楽演劇大学ライプツィヒで音楽を学んだ。1979年にツヴィッカウ教育大学の助教授に就任し、1993年にはケムニッツ工科大学の教授となった。2005年に定年退職し、現在はツヴィッカウに在住している。
作品には管弦楽曲、マンドリンオーケストラ曲、室内楽曲、器楽曲などがあるが、特に合唱曲が知られている。